# Maison Ashina
Pour les articles homonymes, voir Asen.
Les Ashina (du chinois : 阿史那 ; pinyin : Āshǐnà ; Wade : A-shih-na, vieux chinois : (Guangyun)  [ʔɑʃi̯ə˥nɑ˩]) ou Asena, Asen, Açina ou Aşina, est une maison aristocratique qui fut notamment à la tête du khanat Göktürk (env. 550 à env. 740) à partir du règne de Bumin Kağan, son fondateur.

## Histoire
Des sources chinoises primaires attribuent différentes origines aux Ashina. Les Ashina ont été attestées pour la première fois en 439, comme le rapporte le Livre des Sui : le 18e jour du 10e mois, le dirigeant Tuoba, l'empereur Taiwu du nord de Wei, renversa Juqu Mujian du nord de Liang dans l'est du Gansu,. 500 familles Ashina ont fui vers le nord-ouest vers le Rouran Khaganat près de Gaochang. Selon le Livre de Zhou, l'Histoire des Dynasties du Nord et le Nouveau Livre des Tang, le clan Ashina était une composante de l'empire Xiongnu. mais cela est contesté. Les Göktürks étaient également postulés comme étant originaires d'un obscur État Suo (索國), au nord du Xiongnu. Selon le Livre de Sui et le Tongdian, ils étaient des « barbares mixtes » (雜胡 ; záhú) de Pingliang.
Selon certains chercheurs (Duan, Xue, Tang et Lung), les Ashina descendraient de la confédération Tiele, également associée aux Xiongnu.
Comme les Göktürks, les Tiele étaient probablement l'un des nombreux peuples turcs nomades de la steppe.
Cependant, Lee et Kuang (2017) affirment que les histoires chinoises ne décrivent pas les Göktürks dirigés par Ashina comme descendant des Dingling ou appartenant à la confédération Tiele.

Drapeau du khanat Göktürk

Les forgerons Ashina ont intégré des techniques métallurgiques chinoises ou d'Asie centrale, qu'ils apportent dans l'AltaÏ.
Leur supériorité technique leur permet finalement de l'emporter sur les Ruanruan.

## Généalogie
- Ashina Shad, (v.450 - ?);
  - Ashina Tuwu, (v.470 - 543), Khan des Göktürk;
    - Bumin Khagan, (v.490 - 552), Khagan en 551;
      - Issik Qaghan, (v.510 - 553), Khagan en 552;
        - Ishbara Qaghan, (v.540 - 587), Khagan en 581;
          - Tulan Qaghan, (v.560 - 599), Khagan en 589;
          - Yami Qaghan, (v.561 - 609), Khagan des Turcs orientaux en 603;
            - Shibi Khan, (v.580 - 619), Khagan des Turcs orientaux en 609;
              - Ashina Shibobi, (602 - 632), Khagan des Turcs orientaux de 620 à 630;
                - Ashina Heluohu;

              - Ashina Jiesheshuai, (v.605 - 19/5/639), Shad;

            - Ashina Xichun, (v.582 - 621), Khagan en 619;
              - Ashina Momo (607 - 649), Yushe shad;
                - Ashina Wushi (v.630 - 683);
                  - Ashina Dachen (v.650 - ?)
                  - Ashina Yanchen (v.652 - ?))
                  - Ashina Dichen (v.654 - ?)
                  - Ashina Mingchen (v.656 - ?)
                  - Ashina Jianchen (v.658 - ?)

              - Ashina She'er (609-655), To Shad;
                - Ashina Daozhen (v.630/5 - ?) général dans l'armée Tang;

              - Shi Danai (v.605 - 638), général dans l'armée Tang;
                - Shi Renbiao, (v.625 - ?);
                - Shi Renji, (v.630 - ?);

            - Illig Qaghan, (v.584 - 634), Khagan des Turcs orientaux de 620 à 630;
              - Ashina Dieluozhi, (v.605 - ap.630);
              - Yutuk Shad, (v.606 - 653), Khagan des Turcs occidentaux en 634;
                - Zhenzhu Yabgu, (v.630 - 3/659), usurpateur en 653;

              - Ashina Poluomen, (610 - 651);
              - Ashina Tegin, (v.611 - ?), Yagbu des Turcs de l'est;
                - Ashina Jian, (629 - 671), général au service des Tang;
                  - Ashina Gande, (664 - 691), prince de Guiyi;

              - Etmish Beg, (v.615 - ?);
                - Elterich, (v.660 - 691), Khagan des Turcs en 682;
                  - Bilge Kaghan, (v.683 - 25/11/734), Khagan en 717;
                    - Yollig Khagan, (v.705 - 739), Khagan en 734;
                    - Tengri Qaghan, (v.707 - 741), Khagan en 739;

                  - Kul Tigin, (684 - 27/2/731);
                  - Bögü Qaghan
                  - Inel Qaghan

                - Kapaghan, (664 - 22/7/716), Khagan en 692;
                  - Inel Qaghan, (v.684 - 716), Khagan en 716;
                  - Tonga Tegin (v.685 - 713)
                  - Mo Tegin (v.686 - ?)
                  - Bilge Tegin (v.688 - ?)
                  - Ashina Yangwozhi (v.690 - 715)
                  - Kuchluk Bilge Khatun (698-723), épouse de Ashide Hulu;
                  - (Ne), épouse de Gao Wenjian;

                - Ashina Duoxifu, (v.665 - 716), Yabgu en 687;
                  - Bilgä Išbara Tamγan Tarqan
                  - Išbara Tamγan Čor
                  - Pan Kol Tegin;
                    - Özmiş Khagan, (v.705 - 6/1/744), Khagan en 742;
                    - Kulun Beg, (v.710 - 745), Khagan en 744;

                  - Uti Beg
                    - Ashina Shi, (v.705 - 744), Khagan en 742

            - Yento Shad, (v.586 - ?), Shad;
            - Chiji Shad, (v.588 - ?), Shad;
            - Börü Shad, (v.590 - ?), Shad;

          - Kuhezhen Tegin, (v.563 - ap.585), ambassadeur en Chine en 585;
          - Rudan Tegin, (v.565 - ap.593), ambassadeur en Chine en 593;

        - Bagha Qaghan, (v.545 - 588), Khagan en 587;

      - Mugan, (v.515 - 573), Khagan en 553;
        - Ashina Khatun, (551 - 23/4/582), épouse de l'empereur Wu Zhou;
        - Apa Qaghan, (v.555 - 587),

      - Taspar Qaghan, (v.520 - 581), Khagan en 572;
        - Amrak Khagan, (v.550 - 581), Khagan en 581;

    - Istämi, (v.500 - 576), Yabgu;
      - Tardu Khagan, (v.530 - 603), Yabgu de v.575 à 599, Khagan en 599;
        - Yangsu Tegin, (v.550 - 589?);
          - Niri Qaghan, (v.570 - 599), Khagan des Turcs occidentaux en 587;
            - Heshana Qaghan, (603 - 619), Khagan des Turcs occidentaux de 604 à 611;

          - Sheguy, (v.572 - 619), Khagan des Turcs occidentaux en 611;
          - Bagha Shad, (v.574 - ap.626);
            - Böri Shad, (v.595 - v.627);
              - Ashina Helu, (v.615 - 659), Khagan en 651;
              - ? Irbis, (v.620 - ap.650), Khan des Khazars;
                - ? N, (v.645 - ?);
                  - Busir, (v.665 - 711), Khan des Khazars;
                    - ? Bihar, (v.690 - ap.v.730), Khagan des Khazars;
                      - ? Barjik, (v.710 - 731);
                      - Tzitzak, (v.715/20 - v.750), épouse de Constantin V;
                      - ? Baghatur Khan, (v.725 - ap.v.760), Khagan des Khazars;
                        - ? N, (v.750 - ?);
                          - ? Khan-Tuvan, (v.750 - ap.830), Khagan des Khazars de 825 à 830;

                    - Voir les Boulanides

                  - Theodora, (v.680 - 715?), épouse de Justinien II;

            - Duolu Qaghan, (v.600 - 634), Khagan des Turcs occidentaux en 633;
            - Ishbara Tolis, (v.602 - 659), Khagan des Turcs occidentaux de 634 à 639;
              - İl Küllig, (v.620 - 640), Khagan des Turcs occidentaux en 639;
                - Irbis Seguy, (v.638 - 650), Khagan des Turcs occidentaux en 642;

          - Tong Yabghu Qaghan, (v.576 - 628), Khagan des Turcs occidentaux en 618;
            - Sy Yabghu Khagan, (v.595 - 633), Khagan des Turcs occidentaux de 631 à 632;
            - Tardush Shad, (v.600 - 630), yabgu;
              - Ishbara Tegin, (v.620 - ?);

        - Külüg Sibir, (v.570 - 630), Khagan des Turcs occidentaux en 628;

      - Tamgan, (v.535 - v.585), Shad;

### Autres
Barha Tegin, qui devint en 665 le premier roi des Turcs shahis, est probablement un descendant des Ashina.